# Sterculia comorensis
Sterculia comorensis är en malvaväxtart som beskrevs av Henri Ernest Baillon. Sterculia comorensis ingår i släktet Sterculia och familjen malvaväxter. Inga underarter finns listade i Catalogue of Life.